# Symblepharon
Symblepharon bezeichnet das Zusammenwachsen der Bindehaut auf Seite des Lides mit der Bindehaut auf Seite des Augapfels. Dies tritt zum Beispiel nach Augenverätzungen, dem Erythema exsudativum multiforme oder bei dem vernarbenden Schleimhautpemphigoid auf.